# Pandolf Malatesta de Sogliano
Pandolf Malatesta de Sogliano fou fill de Carlo II Malatesta de Sogliano. Dedicat a la carrera eclesiàstica fou prepòsit de San Cristoforo degli Umiliati de Lodi (1535 al 1549) i cambrer d'honor del Cardenal Farnese (després Papa Pau III). Va renunciar a aquesta carrera per casar-se amb Aurèlia Santacroce, filla d'Onòfrio II Santacroce, senyor de Viano. El Papa Pau III li va concedir alguns dels béns expropiats als Malatesta el 1507, en concret la meitat del comtat de San Giovanni in Galilea (de manera vitalícia i a la seva mort va passar a la Comuna de Rimini), 2/3 del comtat de Talamello (que a la seva mort va passar a son germà Joan Baptista I Malatesta de Sogliano) i 2/3 de la senyories de Strigara i Spinello (amb dret successori i que van passar als seus fills en indivís)
Fou cavaller de justícia de l'orde de Sant Maurici i Sant Llàtzer.
Va morir a Rímini el 17 d'abril de 1581. Del seu enllaç ja esmentat va deixar set fills (tres dones i quatre homes): Isabel·la (consenyora de Spinello i Strigara) Júlia (consenyora de Spinello i Strigara), Victòria (consenyora de Spinello i Strigara), Laura (consenyora de Spinello i Strigara), Baptista Teodora (morta abans del 1581), Hipòlit i Pere Pandolf (morts essent infants).